# Il cuore infranto
Il cuore infranto (The Broken Heart) è una tragedia del drammaturgo inglese John Ford, scritta presumibilmente tra il 1625 ed il 1633 e pubblicata per la prima volta nel 1633.

## Trama
L'azione si svolge nella corte di Amicla, re di Sparta, e di sua figlia Calanta. Il giovane generale spartano Itocle, spinto dall'orgoglio, interferisce nella pianificazione delle nozze tra sua sorella Pentea e Orgilo. Itocle combina le nozze tra la sorelle e l'aristocratico Bassano, che però si rivela un marito tirannico, irrazionale e geloso che segrega Pentea in casa. Orgilo finge di partire in viaggio per Atene, ma resta segretamente a Sparta sotto mentite spoglie per vegliare sull'amata. Itocle, che ha trionfato in guerra, si rende conto dell'errore commesso con la sorella e vuole rimediare facendo sposare la sorella di Orgilo, Eufrania, con il suo amico Profilo.
Ma c'è un altro matrimonio che Itocle vorrebbe combinare, quello tra lui e Calanta, la figlia del re. La principessa ricambia i suoi sentimenti e per stare con Itocle rifiuta la corte di Nearco, il principe di Argo. Pentea, disperata, si lascia morire di fame ed Orgilo, per vendetta, blocca Itocle su una sedia meccanica e lo uccide poco prima del suo matrimonio con Calanta. Nella scena finale, la principessa di Sparta danza al suo banchetto pre-nuziale e continua a ballare anche dopo l'annuncio della morte del padre, di Pentea e del suo fidanzato Itocle. Quando la danza termina Calanta, ora regina di Sparta, condanna Orgilo a morte per l'omicidio dell'amato, nomina Nearco suo erede e successore e muore di crepacuore.

## Fonti
Per quanto il prologo affermi che l'opera racconta una storia vera, non ci sono fonti storiografiche che attestino quanto avviene nella tragedia di Ford e la stessa guerra tra Sparta e Messene non è mai stata combattuta nella realtà. Il critico Stuart P. Sherman ha affermato nel 1909 che la Sparta della tragedia è in realtà l'Inghilterra contemporanea e la storia d'amore narrata ne Il cuore infranto è quella vissuta tra Philip Sidney e Penelope Devereux. Ford, che era stato un grande appassionato della poesia di Sidney in gioventù, avrebbe preso in prestito elementi narrativi e stilistici dal poema pastorale Arcadia, mentre l'amore centrale della tragedia sarebbe quello tra Sidney e la futura contessa di Warwick. Come i padri di Itocle e Crotolone, Sir Henry Sidney e il conte dell'Essex non erano in buoni rapporti ed il fidanzamento di Penelope con Sidney fu interrotto dal tutore di lei dopo la morte del padre. L'amore tra Pentea e Orgilo richiamerebbe invece la situazione sentimentale tra Astrophel e Stella nell'omonima raccolta di sonetti di Sidney.
Diversi critici hanno però respinto la tesi di Sherman, tra cui la professoressa M.J. Sargeaunt e H.J. Olivier. Secondo la Sargeaunt, infatti, il personaggio di Stella differisce notevolmente da quello di Pentea ed il destino dei due amori sembrerebbe troppo diverso per essere stati modellati l'uno sull'altro. Secondo Oliver, invece, è Orgilo a non essere stato ricalcato su Astrophel, anche perché il risultato finale della tragedia è l'opposto di quello della raccolta di sonetti di Sidney.

## Composizione e stampa
Probabilmente scritta dopo il 1625, la tragedia fu pubblicata da Hugh Beeston nel 1633, lo stesso anno della pubblicazione di Peccato che sia una sgualdrina. Il testo era preceduto dal motto latino "Fide Honor", anagramma di "John Forde", un espediente a cui il drammaturgo ricorse più volte. Il volume de Il cuore infranto è dedicato a Lord William Craven, Barone di Hampsteed-Marshall.